# Pennuti spennati
Pennuti spennati (For the Birds) è un cortometraggio animato statunitense del 2000 diretto da Ralph Eggleston.
Prodotto dalla Pixar Animation Studios, il corto ha vinto un Oscar come miglior cortometraggio d'animazione nel 2002 ed è stato incluso nella versione su DVD e VHS del film Monsters & Co. con il titolo tradotto Pennuti spennati.

## Trama
Il cortometraggio inizia con un uccellino che si posa su un cavo telefonico tra due piloni, subito seguito da un secondo che gli si posa a fianco. Toccandosi i due iniziano a litigare. In breve tempo giungono sul cavo numerosi altri uccellini identici e tutti litigano tra loro per il posto. Il battibecco è interrotto dal verso di un uccello molto più grande (simile ad un becco a scarpa, ma con becco meno caratteristico e con un ciuffo di penne in testa simili a quelle della colomba coronata di Vittoria), appollaiato su uno dei piloni: gli uccellini lo guardano e cominciano a prenderlo in giro per il suo strano aspetto. Il grosso volatile non demorde e insiste nel voler conquistare l'amicizia e la simpatia dei più piccoli: si alza in volo dal pilone e si posa al centro del cavo che inizia così a piegarsi per il peso verso il basso, fino quasi a toccare terra. Gli uccellini non ci stanno e iniziano a lamentarsi vigorosamente; il grosso uccello fa lo stesso imitandoli. Uno degli uccellini, seccato, lo becca e il grosso uccello finisce a testa in giù con le zampe ancorate al cavo. La coppia centrale di uccellini inizia a beccagli le zampe per fargli perdere la presa. La cosa sembra funzionare, ma troppo tardi si accorgono che questo piano per disfarsi dell'intruso era una cattiva idea: finiscono infatti fiondati verso il cielo, perdendo tutte le loro piume. Dopo qualche istante cadono a terra venendo a loro volta scherniti dall'uccello più grande.

### Personaggi
I primi quattro uccellini che salgono sul cavo telefonico hanno nomi e caratteristiche individuali. Da sinistra verso destra sono: Chipper (allegro), Bully  (prepotente), Snob e Neurotic (nevrastenico), nomi che ne definiscono il carattere.

## Riconoscimenti
- 2002 - Oscar - Miglior cortometraggio d'animazione
- 2001 - Vancouver Effects and Animation Festival - Cortometraggio 3D animato al computer
- 2001 - Anima Mundi Animation Festival - Miglior Film
- 2001 - Chicago International Children's Film Festival - secondo posto nella sezione Cortometraggi e Videoanimazioni
- 2000 - Annie Award for Best Animated Short Subject - Migliore risultato per il soggetto di un cortometraggio animato
- 2000 - Catalan International Film Festival - Miglior cortometraggio animato